# Löytybeek
De Löytybeek, Zweeds – Fins: Löytyoja, is een beek in het noorden van Zweden, dicht bij de grens met Finland. De beek stroomt daar door de gemeente Pajala. De beek begint in de Löytyvallei, op twee plaatsen in het daar aanwezige uitgestrekte moeras. De twee beken komen na twee kilometer bij elkaar. De Löytybeek komt daarna in de Zuidelijke Kihlankirivier uit en is, met de langste van de twee beken uit het moeras, ongeveer vijf kilometer lang.
Afwatering: Löytybeek → Zuidelijke Kihlankirivier → Muonio → Torne → Botnische Golf